# Filip Anthuenis
Filip I.J. Anthuenis, né le 28 novembre 1965 à Lokeren est un homme politique belge flamand, membre de OpenVLD.
Il est diplômé en informatique (Industriële Hogeschool, Gand).

## Fonctions politiques
- 1995 - 2007 : député fédéral belge
- Avril - juin 1995 : membre du CPAS de Lokeren
- 2001 - : conseiller communal à Lokeren
- 2001 - : bourgmestre de Lokeren
- 2001 - : membre du Conseil de police de Lokeren
- 2007 - 2009 : sénateur coopté
- 2009 - 2013 : député flamand

## Décoration
- Chevalier de l'ordre de Léopold (2003).